# Potok pri Vačah
Potok pri Vačah este o localitate din comuna Litija, Slovenia, cu o populație de 44 de locuitori.